# Frans van Bourbon-Vendôme
Frans van Bourbon-Vendôme (Vendôme, 1470 - Vercelli, 30 oktober 1495) was van 1477 tot aan zijn dood graaf van Vendôme en van 1487 tot aan zijn dood graaf iure uxoris van Saint-Pol. Hij behoorde tot het huis Bourbon.

## Levensloop
Frans was de oudste zoon van graaf Jan VIII van Bourbon-Vendôme en diens echtgenote Isabella van Beauvau, vrouwe van Champigny. 
In 1477 volgde hij op zevenjarige leeftijd zijn vader op als graaf van Vendôme. Wegens zijn minderjarigheid werd Frans onder het regentschap van Lodewijk van Joyeuse geplaatst, de echtgenoot van zijn oudere zus Johanna. In 1484 werd het graafschap Vendôme door koning Karel VIII van Frankrijk onder de rechtstreekse suzereiniteit van de Franse kroon geplaatst.
Op 8 september 1487 huwde hij met Maria van Luxemburg (1472-1547), gravin van Saint-Pol. Door het huwelijk kwam Frans in het bezit van een aanzienlijk aantal domeinen en werd hij graaf van Saint-Pol. 
Frans vergezelde Karel VIII bij de Italiaanse Oorlogen. In 1495 droeg hij bij tot de overwinning in de Slag bij Fornovo, maar kort daarna stierf Frans nabij Vercelli op 25-jarige leeftijd.

## Nakomelingen
Frans en zijn echtgenote Maria kregen vijf kinderen:
- Karel (1489-1537), hertog van Vendôme
- Frans I (1491-1545), graaf van Saint-Pol
- Lodewijk (1493-1557), kardinaal
- Antoinette (1494-1583), huwde in 1513 met Claude van Lotharingen, hertog van Guise
- Louise (1495-1575), abdis van de Abdij van Fontevraud

## Voorouders
| Voorouders van Frans van Bourbon-Vendôme | Voorouders van Frans van Bourbon-Vendôme                                   | Voorouders van Frans van Bourbon-Vendôme                                   | Voorouders van Frans van Bourbon-Vendôme                                   | Voorouders van Frans van Bourbon-Vendôme                                   | Voorouders van Frans van Bourbon-Vendôme                                | Voorouders van Frans van Bourbon-Vendôme                                | Voorouders van Frans van Bourbon-Vendôme                                |                                                                         |
| ---------------------------------------- | -------------------------------------------------------------------------- | -------------------------------------------------------------------------- | -------------------------------------------------------------------------- | -------------------------------------------------------------------------- | ----------------------------------------------------------------------- | ----------------------------------------------------------------------- | ----------------------------------------------------------------------- | ----------------------------------------------------------------------- |
| Overgrootouders                          | Jan I van La Marche (1344-1393) ∞ Catharina van Vendôme (1350–1412)        | Jan I van La Marche (1344-1393) ∞ Catharina van Vendôme (1350–1412)        | Gwijde XIII van Laval (1409-1462) ∞ Anne de Laval (1385–1466)              | Gwijde XIII van Laval (1409-1462) ∞ Anne de Laval (1385–1466)              | Pierre de Beauvau (1380-1435) ∞ Jeanne de Craon (-)                     | Pierre de Beauvau (1380-1435) ∞ Jeanne de Craon (-)                     | Ferry de Chambley (-) ∞ ? (-)                                           | Ferry de Chambley (-) ∞ ? (-)                                           |
| Grootouders                              | Lodewijk I van Bourbon-Vendôme (1376-1446) ∞ Johanna van Laval (1405-1468) | Lodewijk I van Bourbon-Vendôme (1376-1446) ∞ Johanna van Laval (1405-1468) | Lodewijk I van Bourbon-Vendôme (1376-1446) ∞ Johanna van Laval (1405-1468) | Lodewijk I van Bourbon-Vendôme (1376-1446) ∞ Johanna van Laval (1405-1468) | Lodewijk van Beauvau (1409-1462) ∞ Marguerite de Chambley (-)           | Lodewijk van Beauvau (1409-1462) ∞ Marguerite de Chambley (-)           | Lodewijk van Beauvau (1409-1462) ∞ Marguerite de Chambley (-)           | Lodewijk van Beauvau (1409-1462) ∞ Marguerite de Chambley (-)           |
| Ouders                                   | Jan VIII van Bourbon-Vendôme (1428-1478) ∞ Isabella van Beauvau (-1475)    | Jan VIII van Bourbon-Vendôme (1428-1478) ∞ Isabella van Beauvau (-1475)    | Jan VIII van Bourbon-Vendôme (1428-1478) ∞ Isabella van Beauvau (-1475)    | Jan VIII van Bourbon-Vendôme (1428-1478) ∞ Isabella van Beauvau (-1475)    | Jan VIII van Bourbon-Vendôme (1428-1478) ∞ Isabella van Beauvau (-1475) | Jan VIII van Bourbon-Vendôme (1428-1478) ∞ Isabella van Beauvau (-1475) | Jan VIII van Bourbon-Vendôme (1428-1478) ∞ Isabella van Beauvau (-1475) | Jan VIII van Bourbon-Vendôme (1428-1478) ∞ Isabella van Beauvau (-1475) |

- Gemeinsame Normdatei: 1050425111
- Virtual International Authority File: 308202051